# 김승재 (바둑 기사)
김승재(金昇宰, 1992년 8월 11일 ~ )은 대한민국의 바둑 기사이다.

## 약력
부산 출신으로 양철대일도장에서 박승문과 옥득진 사범의 지도를 받았다. 중학교 2학년이던 2006년에 입단했다. 2007년 제7기 오스람배 신예연승전 본선과 제13기 GS칼텍스배 프로기전 본선에 진출했으며, 제18기 비씨카드배에서 준우승을 차지했고 제51기 국수전 본선 16강에 올랐다. 그리고 2008년 제8회 오스람배에서 우승했다. 2012년 5단을 거쳐 2013년 11월에 6단으로 승단하였다. 2018년 8단을 거쳐 2022년에 9단으로 승단했다.